# Потрібен тигр
«Потрібен тигр» — радянський художній фільм 1974 року, знятий режисером Батуром Арабовим на кіностудії «Таджикфільм».

## Сюжет
Весела розповідь про тигрів, браконьєрів та справжніх любителів природи. Дія відбувається у Тигровому лісі на півдні Таджикистану, де під маскою любителя-натураліста господарює браконьєр Мамур, який дуже боїться тигрів. У боротьбу з бешкетами браконьєра вступають хлопчик Равшан та його сестричка Сітора. Внучата старого Даврона зрештою заженуть Мамура в клітку і запропонують обміняти боягуза на тигра із зоопарку.

## У ролях
- Іра Файзієва — Сітора
- Рустам Салієв — Равшан
- Рустам Хашимов — Тимур
- Гані Агзамов — дід Даврон
- Бурхон Раджабов — Мамур
- Ато Мухамеджанов — Компот
- Махмуд Тахірі — професор
- Наталія Волкова — фотокореспондент
- Шамсі Джураєв — роль другого плану

## Знімальна група
- Режисер — Батур Арабов
- Сценарист — Юрій Харламов
- Оператор — Заур Дахте
- Композитори — Фіруз Бахор, Борис Ричков
- Художник — Хусейн Бакаєв